# Otis F. Glenn
Otis F. Glenn (Mattoon, 1879. augusztus 27. – Portage Point, 1959. március 11.) az Amerikai Egyesült Államok szenátora (Illinois, 1928–1933).